# Internationale luchthaven Chongqing Jiangbei
De internationale luchthaven Chongqing Jiangbei (Chinees: 重庆江北国际机场, Hanyu pinyin: Chóngqìng Jiāngběi Guójì Jīchǎng) is een luchthaven op 21 kilometer ten noorden van Chongqing, China.
In 2015 was het de op acht na drukste van geheel China wat betreft passagiers en de op 10 na drukste wat betreft vracht. Er passeerden dat jaar 32.402.096 passagiers en 318.781 ton vracht in 255.414 vliegbewegingen. De luchthaven is een hub voor Chongqing Airlines, Sichuan Airlines, China West Air, China Express Airlines en Shenzhen Airlines en een belangrijke luchthaven voor Air China.